# Prism Records
La Prism Records è stata un'etichetta discografica statunitense fondata nel 1978. Inizialmente si trattava di un'etichetta indipendente, che focalizzava il proprio lavoro discografico sulla scena dell'R&B e della disco music di New York. Negli anni 1980, la Prism ottenne un contratto di distribuzione con la Warner Brothers Records e spostò la propria attenzione sul genere hip hop che in quel periodo iniziava a farsi conoscere al di fuori dell'underground newyorkese. Nel 1989 la casa discografica si diede il nuovo nome di Cold Chillin' Records.
Come più importante sussidiaria della Warner Bros. per il genere hip hop, la Cold Chillin' pubblicò molti tra i dischi classici del genere alla fine degli anni '80 e all'inizio del decennio successivo, tra cui i successi di artisti quali Big Daddy Kane, Biz Markie, la Juice Crew e Marley Marl.
Mentre l'hip hop negli anni '90 ha subito un'evoluzione a dir poco tumultuosa, l'etichetta Cold Chillin ha cominciato ad avere problemi, lasciando successivamente la Warner e siglando un accordo con la Epic Records. Tuttavia l'etichetta ha continuato a perdere fette di mercato fino a scomparire nel 1998. Oggi il nome dell'etichetta è utilizzato ancora sulle relative riedizioni.
Non ci sono inoltre collegamenti tra la Prism Records qui descritta e la Prism Records bootleg CD manufacturer attiva negli anni 1994-1998, conosciuta come Dream Theater and Rush releases.

## Principali album prodotti
- 1988: Big Daddy Kane - Long Live the Kane
- 1988: Marley Marl - In Control, Vol. 1
- 1989: Kool G Rap & DJ Polo - Road to the Riches
- 1989: Big Daddy Kane - It's a Big Daddy Thing
- 1990: Masta Ace - Take a Look Around
- 1990: Big Daddy Kane - Taste of Chocolate
- 1990: Kool G Rap & DJ Polo - Dead or Alive
- 1991: The Genius - Words from the Genius
- 1991: Big Daddy Kane - Prince of Darkness
- 1992: Kool G Rap & DJ Polo - Live and Let Die
- 1992: Marley Marl - In Control, Vol. 2
- 1993: Big Daddy Kane - Looks Like a Job For...
- 1995: Kool G Rap - 4,5,6
- 2001: Masta Ace - The Best of Cold Chillin: Masta Ace

| Controllo di autorità | VIAF (EN) 145533948 |